# Belonesox belizanus
Belonesox belizanus is een  straalvinnige vissensoort uit de familie van levendbarende tandkarpers (Poeciliidae). De wetenschappelijke naam van de soort is voor het eerst geldig gepubliceerd in 1860 door Kner.

## Algemeen
Belonesox belizanus is een snoekachtige levendbarende tandkarper.

## Verspreiding en leefgebied
Oorspronkelijk komt deze soort voor in Midden Amerika;
Van Mexico tot Costa Rica.
Inmiddels geïntroduceerd in Noord Amerika;
Florida.

## Leefwijze
De soort prefereert een watertemperatuur van 25°C tot 30°C.
De soort leeft voornamelijk in brak water.
De maximale lengte is ongeveer 20 cm.
De soort leeft in de natuur van kleine vissen en ongewervelden.
Het betreft hier een felle jager die alles eet wat beweegt en in de bek past.
Zelfs de eigen jongen zijn niet veilig na de geboorte.
De soort is kannibalistisch.